# Parijs-Roubaix 1981
De eendaagse wielerklassieker Parijs-Roubaix 1981 werd gewonnen door Bernard Hinault, die in de Vélodrome André Pétrieux de sprint won van vijf medevluchters. Tweede en derde waren Roger De Vlaeminck en Francesco Moser, die de koers allebei al een aantal keer gewonnen hadden.
Acht kilometer voor de streep probeerde Hinault te ontsnappen, maar Hennie Kuiper, een knecht van De Vlaeminck, haalde hem terug. Daarna viel Hinault, maar hij kwam snel overeind, sprong weer op zijn fiets en haalde het groepje weer in. Kuiper trok de sprint aan voor zijn kopman,  Hinault kwam eroverheen en won na een lange sprint. Hij was de eerste Franse winnaar in 25 jaar tijd.

## Resultaat
| Plaats | Renner              | Ploeg                   | Tijd       |
| ------ | ------------------- | ----------------------- | ---------- |
| 1      | Bernard Hinault     | Renault-Elf-Gitane      | 6u 26' 07" |
| 2      | Roger De Vlaeminck  | Daf-Côte-d'Or-Gazelle   | z.t.       |
| 3      | Francesco Moser     | Famcucine-Moser         | z.t.       |
| 4      | Guido Van Calster   | Splendor-Wickes         | z.t.       |
| 5      | Marc Demeyer        | Capri Sonne-Koga Miyata | z.t.       |
| 6      | Hennie Kuiper       | Daf-Côte-d'Or-Gazelle   | z.t.       |
| 7      | Ferdi Van Den Haute | La Redoute-Motobécane   | op 1' 01"  |
| 8      | René Bittinger      | Miko-Mercier-Vivagel    | op 1' 01"  |
| 9      | Jean Chassang       | Puch-Wolber             | op 2' 09"  |
| 10     | Fons De Wolf        | Vermeer-Thijs-Gios      | op 2' 35"  |

1896 · 
1897 · 
1898 · 
1899 · 
1900 · 
1901 · 
1902 · 
1903 · 
1904 · 
1905 · 
1906 · 
1907 · 
1908 · 
1909 · 
1910 · 
1911 · 
1912 · 
1913 · 
1914 · 
1915 · 
1916 · 
1917 · 
1918 · 
1919 · 
1920 · 
1921 · 
1922 · 
1923 · 
1924 · 
1925 · 
1926 · 
1927 · 
1928 · 
1929 · 
1930 · 
1931 · 
1932 · 
1933 · 
1934 · 
1935 · 
1936 · 
1937 · 
1938 · 
1939 · 
1940 · 
1941 · 
1942 · 
1943 · 
1944 · 
1945 · 
1946 · 
1947 · 
1948 · 
1949 · 
1950 · 
1951 · 
1952 · 
1953 · 
1954 · 
1955 · 
1956 · 
1957 · 
1958 · 
1959 · 
1960 · 
1961 · 
1962 · 
1963 · 
1964 · 
1965 · 
1966 · 
1967 · 
1968 · 
1969 · 
1970 · 
1971 · 
1972 · 
1973 · 
1974 · 
1975 · 
1976 · 
1977 · 
1978 · 
1979 · 
1980 · 
1981 · 
1982 · 
1983 · 
1984 · 
1985 · 
1986 · 
1987 · 
1988 · 
1989 · 
1990 · 
1991 · 
1992 · 
1993 · 
1994 · 
1995 · 
1996 · 
1997 · 
1998 · 
1999 · 
2000 · 
2001 · 
2002 · 
2003 · 
2004 · 
2005 · 
2006 · 
2007 · 
2008 · 
2009 · 
2010 · 
2011 ·
2012 · 
2013 ·
2014 ·
2015 ·
2016 ·
2017 ·
2018 ·
2019 ·
2020 · 
2021 · 
2022 · 
2023 · 
2024 · 
2025